# Foho Mude (Manufahi)
Der Foho Mude ist ein osttimoresischer Berg im Suco Rotuto (Verwaltungsamt Same, Gemeinde Manufahi) mit einer Höhe von 1297 m.
Vom Berelaca, dem mit 2491 m höchsten der Cablac-Berge, führt ein Seitenkamm nach Süden hinab in den Suco Rotuto zum Foho Mude. Richtung Südosten führt dann ein Bergsattel zum Hillire (1437 m) hinauf.